# Vassända-Naglums kyrka
Vassända-Naglums kyrka är en kyrkobyggnad i den södra delen av Vänersborgs kommun. Den tillhör sedan 2010 Vänersborg och Väne-Ryrs församling (tidigare Vänersborgs församling) i Skara stift.

## Kyrkobyggnaden
Kyrkan uppfördes efter ritningar av arkitekt Thure Wennberg vid Överintendentsämbetet och invigdes 1800. Den ersatte då de små medeltidskyrkorna i Vassända och Naglums församlingar. Församlingarna slogs dock samman först år 1887. Det är en storskalig byggnad i stram gustaviansk stil. 
Kyrkorummet har tidstypisk empirinredning och ett korfönster från 1837, som utgör altarprydnad.
Sedan hösten 1997 är kyrkan stängd.

## Inventarier
- Dopfunten är tillverkad 1901.

### Orgel
Orgeln byggdes ursprungligen 1823 av Johan Ewerhardt den yngre. Dennes icke ljudande fasad står alltjämt på läktaren i väster. Verket byggdes om 1913 av Magnussons orgelbyggeri AB och renoverades och omdisponerades även 1973 av John Grönvall Orgelbyggeri. Orgeln har femton stämmor fördelade på två manualer och pedal.